# 雪层杜鹃
雪层杜鹃（学名：Rhododendron nivale）为杜鹃花科杜鹃花属下的一个种。根据《药用植物词典》，雪层杜鹃产于中国西藏，花、叶、嫩枝有清热消炎、止咳平喘、健胃、散肿、补肾强身、抗衰老的功效，可用于肺病、喉炎的治疗。

## 扩展阅读
- 維基物種上的相關：雪层杜鹃